# Sztorm-2
Sztorm-2 − kuter ratowniczy typu R-27. Zbudowany w Stoczni Wisła w Gdańsku (wodowanie 20 grudnia 1975, podniesienie bandery 30 czerwca 1976).

Kutry typu R-27 były jednostkami łączącymi funkcje statku ratowniczego i holownika morskiego. „Sztorm-2” stacjonował najpierw w Świnoujściu, a od 1999 roku w Helu (przed nim pogotowie ratownicze w Helu pełniły: „Sztorm” i od 1975 – „Cyklon”).

Służbę ratowniczą pełnił do 2011 roku. W 2011 roku sprzedany Przedsiębiorstwu Robót Czerpalnych i Podwodnych w Gdańsku. Pływa tam jako holownik „Henryk”.